# Кантрисајд (Вирџинија)
Кантрисајд (енгл. Countryside) насељено је место без административног статуса у америчкој савезној држави Вирџинија.

## Демографија
По попису из 2010. године број становника је 10.072.
| Група             | 2000.    | 2010.         |
| Белци             | 0 (0,0%) | 6.529 (64,8%) |
| Афроамериканци    | 0 (0,0%) | 697 (6,9%)    |
| Азијати           | 0 (0,0%) | 1.041 (10,3%) |
| Хиспаноамериканци | 0 (0,0%) | 1.505 (14,9%) |
| Укупно            | 0        | 10.072        |